# Mature Themes
Mature Themes è il decimo album dell'artista statunitense Ariel Pink pubblicato il 20 agosto 2012 dall'etichetta discografica 4AD. È l'ultimo album pubblicato dall'artista uscito a nome "Ariel Pink's Haunted Graffiti".

## Critica
L'album è stato riconosciuto da Pitchfork come uno dei "100 migliori album del decennio".